# Prionovolva freemani
Prionovolva freemani is een slakkensoort uit de familie van de Ovulidae. De wetenschappelijke naam van de soort is voor het eerst geldig gepubliceerd in 1994 door Liltved & Millard.